# Radanovci (gmina Kosjerić)
Radanovci (cyr. Радановци) – wieś w Serbii, w okręgu zlatiborskim, w gminie Kosjerić. W 2011 roku liczyła 369 mieszkańców.